# Rainbow loom

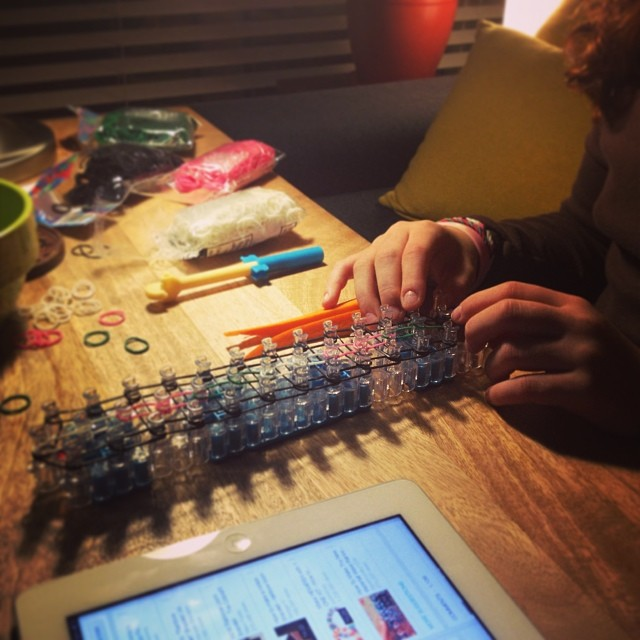
Un Rainbow loom

Le Rainbow loom (littéralement  « métier à tisser arc-en-ciel ») est un kit de création d'accessoires en plastique, à base principalement d'élastiques, inventé en 2011 par l'ingénieur mécanique Cheong Choon Ng. Ce produit obtient un succès commercial international en 2013.

## Présentation
Le Rainbow Loom est un kit de jouets qui regroupe un métier à tisser en plastique de 20 cm X 5,1 cm, un crochet en plastique ou en métal, des attaches en forme de C et des mini-élastiques de différentes couleurs. Cet ensemble permet de confectionner divers accessoires (bracelets, bagues, figurines, décorations pour sacs, etc.). Suivant le type d'accessoire à confectionner, la texture et les couleurs ayant été choisies, l'utilisateur dispose les élastiques sur le métier puis les assemble en se servant du crochet.

## Histoire

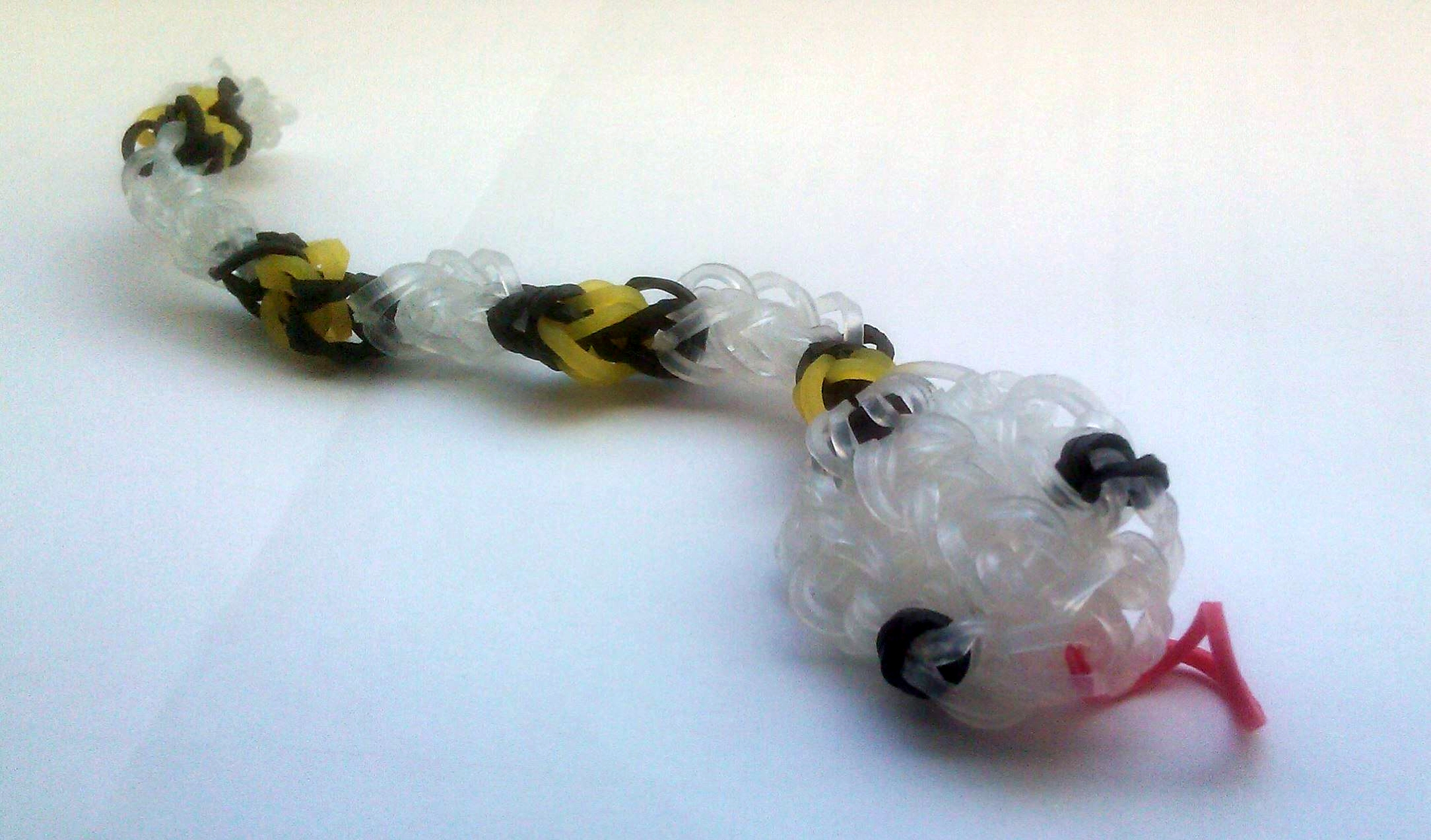
Simulacre de serpent créé avec un Rainbow loom.

Le Rainbow Loom est une invention de Cheong Choon Ng. Ce natif de la Malaisie immigre aux États-Unis en 1991. Il intègre l'université d'État de Wichita où il décroche son diplôme d'études supérieures en génie mécanique. En 2010, il travaille chez Nissan où il est chargé de mener des essais de choc automobiles. La même année, pendant qu'il observe ses filles s'amuser à confectionner des bijoux, il a l'idée d'élaborer un métier à tisser devant servir à fabriquer des jouets. Rapidement, il conçoit un prototype de métier en bois qu'il appelle Twistz Bandz. Sous l'impulsion de sa famille qui l'encourage à commercialiser son invention, il se lance en affaires.
Il commence avec un capital de 10 000 $US et il confie la production des éléments du kit à une usine chinoise,. Les éléments sont ensuite expédiés à son domicile aux États-Unis, où avec l'aide de sa famille, il monte les différents kits de Rainbow Loom, un nouveau nom nécessaire à la suite de la découverte sur le marché de produits portant le nom de Twist Band.
Lorsqu'il met en marché son invention, le public ne sait pas comment s'en servir et les ventes ne décollent pas. Il élabore donc un site Web sur lequel il explique, vidéos à l'appui, comment se servir du kit pour confectionner des bijoux. Dès l'été 2012, la chaine de magasins Learning Express Toys passe une première commande. Ensuite, la chaîne de distribution Michaels teste le produit dans 32 magasins aux États-Unis, et décide de le commercialiser dans chacun des 1 100 points de vente qu'il gère sur le territoire américain.

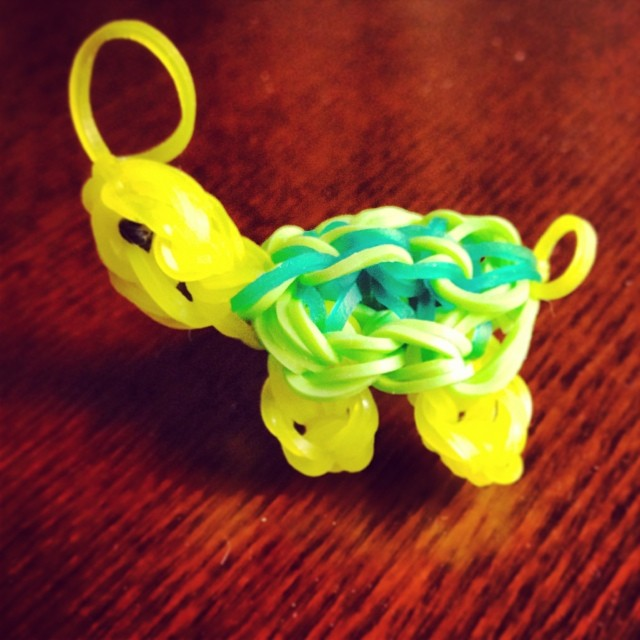
Simulacre d'animal créé avec un Rainbow loom.

Le Rainbow Loom est bien accueilli par le marché. Initialement conçu pour les enfants de huit ans et plus, il suscite un engouement chez les adolescents du monde entier, et ne laisse pas certains adultes indifférents. En septembre 2013, plus de 1,2 million d'exemplaires ont été vendus, et la même année, il est cité comme étant l'un des trois meilleurs jouets. Très rapidement, il devient le jouet le plus recherché sur Google et il inspire l'ouvrage The Loomatic's Interactive Guide to The Rainbow Loom. Trop populaire, il est interdit dans plusieurs collèges new-yorkais, et des contrefaçons de Rainbow Loom apparaissent également sur le marché.